# Чашникский район
Ча́шникский райо́н (бел. Чашніцкі раён) — административная единица на юге Витебской области Республики Беларусь. Административный центр — город Чашники. Крупнейший город — Новолукомль. На юге района расположена крупнейшая тепловая электростанция в стране — Лукомльская ГРЭС.
Численность населения — 25 810 человек (на 1 января 2025 года).

## Административное устройство
В районе 7 сельсоветов и 1 горсовет (Новолукомль):
- Иванский
- Краснолукский
- Круглицкий
- Лукомльский
- Новозарянский
- Ольшанский
- Проземлянский

Упразднённые сельсоветы:
- Антопольевский
- Латыголичский[6]
- Октябрьский
- Почаевичский[6]
- Черейский[6]

29 апреля 2004 года упразднены Почаевичский, Латыголичский, Черейский сельсоветы.

## География
Территория — 1481,1 км² (17-е место среди районов Витебской области). Основные реки — Улла, Лукомка, Усвейка и Эсса. Основные озера — Лукомское, Жеринское, Ямное, Черейское.
Чашникский район граничит с Бешенковичским районом на севере, Сенненским районом на востоке, Толочинским районом на юго-востоке, Крупским и Борисовским районами Минской области на юге, Лепельским районом на западе.

## Геральдика
Герб учреждён Указом Президента Республики Беларусь от 20 января 2006 года № 36 и зарегистрирован в Государственном геральдическом регистре Республики Беларусь 6 февраля 2006 года № Б-72. Одобрен решением Чашникского районного исполнительного комитета от 21 июня 2002 года № 253. 
Флаг учреждён Указом Президента Республики Беларусь от 2 июня 2009 года № 277 и зарегистрирован в Государственном геральдическом регистре Республики Беларусь 4 июня 2009 года № Б-170. Одобрен решением Чашникского районного исполнительного комитета от 4 ноября 2008 года № 769.

## История
Район образован 17 июля 1924 года. В 1924—1930 годах входил в состав Витебского округа, в 1930—1935 — в прямом республиканском подчинении, в 1935—1938 — в составе Лепельского округа, с 1938 года — в составе Витебской области. 8 июля 1931 года к Чашникскому району были присоединены Бочейковский сельсовет Бешенковичского района, Сокоровский сельсовет упразднённого Улльского района, 7 сельсоветов упразднённого Черейского района. 25 июля 1931 года два сельсовета (Бочейковский и Сокоровский) переданы Бешенковичскому району. Временно упразднён 25 декабря 1962 года, территория присоединена к Бешенковичскому району. Район восстановлен 6 января 1965 года (при этом при воссоздании к району было добавлено 2 сельсовета из состава Лепельского района — Кащинский и Краснолукский).
31 декабря 1965 года при строящейся Лукомльский ГРЭС образован городской посёлке Новолукомль, который 31 июля 1970 года преобразован в город районного подчинения.
20 октября 1995 года административные единицы Чашникский район и город Чашники, имеющие общий административный центр, объединены в одну административную единицу — Чашникский район.
Решением Чашникского районного исполнительного комитета от 17 марта 2023 года № 232 "О доске почета Чашникского района" определены условия и порядок занесения на Доску почёта Чашникского района.

## Демография
Численность населения — 25 810 человек (на 1 января 2025 года), в том числе городское — 19 171 человек (Чашники — 7 573 человек, Новолукомль — 11 598 человек), сельское — 6 639 человек.
Население Чашникского района на 1 января 2023 года — 27 047 человек, в том числе городское — 19 891 (Чашники — 7 843, Новолукомль — 12 048), сельское — 7 156.
| Численность населения | Численность населения | Численность населения | Численность населения | Численность населения | Численность населения | Численность населения | Численность населения |
| 1970                  | 1979                  | 1989                  | 1996                  | 2001                  | 2002                  | 2003                  | 2004                  |
| --------------------- | --------------------- | --------------------- | --------------------- | --------------------- | --------------------- | --------------------- | --------------------- |
| 47 445                | ▼46 527               | ▼43 473               | ▲43 778               | ▼41 132               | ▼40 387               | ▼39 528               | ▼38 906               |
| 2005                  | 2006                  | 2007                  | 2008                  | 2009                  | 2010                  | 2011                  | 2012                  |
| ▼38 171               | ▼37 520               | ▼36 777               | ▼36 141               | ▼35 434               | ▼34 814               | ▼34 053               | ▼33 228               |
| 2013                  | 2014                  | 2015                  | 2016                  | 2017                  | 2018                  | 2019                  | 2023                  |
| ▼32 736               | ▼32 241               | ▼31 811               | ▼31 335               | ▼30 959               | ▼30 450               | ▼29 950               | ▼27 047               |
| 2024                  | 2025                  |                       |                       |                       |                       |                       |                       |
|                       | ▼25 810               |                       |                       |                       |                       |                       |                       |

| Национальный состав по переписи населения 2009 года | Национальный состав по переписи населения 2009 года | Национальный состав по переписи населения 2009 года | Национальный состав по переписи населения 2009 года | Национальный состав по переписи населения 2009 года | Национальный состав по переписи населения 2009 года | Национальный состав по переписи населения 2009 года |
| Народ                                               | Всего (35 043)                                      | Всего (35 043)                                      | городское (23 148)                                  | городское (23 148)                                  | сельское (11 895)                                   | сельское (11 895)                                   |
| Народ                                               | чел.                                                | %                                                   | чел.                                                | %                                                   | чел.                                                | %                                                   |
| --------------------------------------------------- | --------------------------------------------------- | --------------------------------------------------- | --------------------------------------------------- | --------------------------------------------------- | --------------------------------------------------- | --------------------------------------------------- |
| Белорусы                                            | 32 039                                              | 91,43%                                              | 20 752                                              | 89,65%                                              | 11 287                                              | 94,89%                                              |
| Русские                                             | 2422                                                | 6,91%                                               | 1948                                                | 8,42%                                               | 474                                                 | 3,98%                                               |
| Украинцы                                            | 305                                                 | 0,87%                                               | 247                                                 | 1,07%                                               | 58                                                  | 0,49%                                               |
| Поляки                                              | 55                                                  | 0,16%                                               | 41                                                  | 0,18%                                               | 14                                                  | 0,12%                                               |
| Армяне                                              | 24                                                  | 0,07%                                               | 9                                                   | 0,04%                                               | 15                                                  | 0,13%                                               |
| Евреи                                               | 17                                                  | 0,05%                                               | 17                                                  | 0,07%                                               | 0                                                   | 0                                                   |
| Татары                                              | 14                                                  | 0,04%                                               | 11                                                  | 0,05%                                               | 3                                                   | 0,03%                                               |

По переписи 1959 года, в районе проживало 35 242 человека, в том числе 32 718 белорусов (92,84%), 2119 русских (6,01%), 206 украинцев (0,58%), 90 евреев, 74 поляка.
В 2018 году 16,4% населения района было в возрасте моложе трудоспособного, 52% — в трудоспособном, 31,6% — старше трудоспособного. В 2017 году коэффициент рождаемости составил 9,5 на 1000 человек, коэффициент смертности — 18,1 (средние коэффициенты рождаемости и смертности по Витебской области — 9,6 и 14,4, по Республике Беларусь — 10,8 и 12,6). В 2017 году в районе родилось 293 и умерло 555 человек. Сальдо внутренней миграции отрицательное (в 2017 году — -247 человек).
В 2017 году в районе было заключено 194 брака (6,3 на 1000 человек) и 85 разводов (2,8 на 1000 человек); средние показатели по Витебской области — 6,4 и 3,4 на 1000 человек, по Республике Беларусь — 7 и 3,4 на 1000 человек соответственно.

## Экономика
Средняя зарплата в районе составляет 99,8% от среднего уровня по Витебской области (2017 год). В 2017 году в районе действовало 147 микроорганизаций и 22 малых организации. В 2017 году 21,9% организаций района были убыточными (в 2016 году — 20,5%). В 2015—2017 годах в реальный сектор экономики района поступило 0,6 млн долларов иностранных инвестиций. В 2017 году предприятия района экспортировали товаров на сумму 8,8 млн долларов, импортировали на 4,9 млн долларов (сальдо — -3,9 млн долларов).
Выручка от реализации продукции, товаров, работ, услуг за 2017 год составила 206 млн рублей (около 103 млн долларов), в том числе 30,9 млн рублей пришлось на сельское, лесное и рыбное хозяйство, 104,2 млн на промышленность, 8,8 млн на строительство, 53,9 млн на торговлю и ремонт.

### Промышленность
В районе функционируют следующие крупные предприятия:
- ОАО «Завод керамзитового гравия» (Новолукомль)
- ОАО «Завод Этон» (Новолукомль)
- Филиал Лукомльская ГРЭС РУП «Витебскэнерго» (Новолукомль)
- Новолукомльский производственный цех ОАО «Молоко» г. Витебск
- ОАО "Бумажная фабрика «Красная звезда» (Чашники)
- ОАО «Чашникиспецодежда» (Чашники)
- ОАО «Чашникский льнозавод»
- Филиал РУПП «Витебскхлебпром» Новолукомльский хлебозавод
- Филиал «Лукомльэнергоремонт» ОАО «Белэнергострой»
- Филиал «Чашникский спиртзавод» государственного предприятия «Полоцкий винодельческий завод»

### Сельское хозяйство
Под зерновые культуры в 2017 году было засеяно 13,1 тыс. га пахотных площадей, под кормовые культуры — 12,2 тыс. га. Валовой сбор зерновых и зернобобовых в 2017 году составил 29,6 тыс. т (средняя урожайность — 22,6 ц/га).
На 1 января 2018 года в сельскохозяйственных организациях района (без учёта фермерских и личных хозяйств населения) содержалось 21,4 тыс. голов крупного рогатого скота (в том числе 7,9 тыс. коров), 44,2 тыс. свиней. По поголовью свиней район находится на третьем месте в Витебской области. За 2017 год было произведено 13 663 т мяса (в убойном весе) и 48 085 т молока.

## Транспорт
По району проходят: железная дорога Орша — Лепель, а также автодороги на Витебск и Минск.

## Здравоохранение
В 2017 году в учреждениях Министерства здравоохранения Республики Беларусь насчитывалось 78 практикующих врачей (25,6 в пересчёте на 10 тысяч человек; средний показатель по Витебской области — 37, по Республике Беларусь — 40,5) и 334 средних медицинских работника. В лечебных учреждениях района насчитывалось 209 больничных коек (68,6 в пересчёте на 10 тысяч человек; средний показатель по Витебской области — 80,5, по Республике Беларусь — 80,2).
- Новолукомльская центральная районная больница Чашникского района
- Чашникская районная больница

## Образование
В 2017 году в районе действовало 17 учреждений дошкольного образования (включая комплексы «детский сад — школа») с 1259 детьми. В 2017/2018 учебном году действовало 15 учреждений общего среднего образования, в которых обучалось 2976 учеников. Учебный процесс в школах обеспечивали 402 учителя.

## Культура
В районном центре расположен Чашникский исторический музей с 8,6 тыс. музейных предметов основного фонда. В 2016 году музей посетили 6,8 тыс. человек. В музее собраны коллекции национальной одежды, рушников, кружевных изделий, декоративно-прикладного искусства, чашникской керамики и ряд предметов по истории Чашникского района.

## События и мероприятия
- Фестиваль, посвящённый В. Тяпинскому (проходит в Чашниках и Тяпино)

## Достопримечательности
- Спасо-Преображенская церковь в Чашники
- Воскресенская церковь в Новолукомль
- Свято-Троицкая церковь в Белая Церковь
- Еврейские кладбища в Чашники и Черея
- Лукомльское озеро
- Чашникский исторический музей
- Музей Лукомльской ГРЭС
- Церковь Архангела Михаила в аг. Черея
- Мемориальный комплекс "Вишенки"

### Памятник природы, заказник
- Заказник местного значения «Липники»
- Заказник местного значения «Зеленое лядо»
- Заказник местного значения «Сосняги»
- Заказник местного значения «Хвощевое»
- Геологический памятник природы местного значения «Змеев камень»
- Геологический памятник природы местного значения «Камоид Череи»
- Гидрологический памятник местного значения «Родник Иезус»